# جورج غروفز
جورج غروفز (بالإنجليزية: George Groves)‏ (19 أكتوبر 1868 بنوتنغهام في المملكة المتحدة - 18 فبراير 1941 في المملكة المتحدة) هو لاعب كريكت ولاعب كرة قدم بريطاني (وحمل سابقاً جنسية المملكة المتحدة لبريطانيا العظمى وأيرلندا) في مركز الدفاع. لعب مع شيفيلد يونايتد ونادي أرسنال ونادي شيفيلد وHeeley F.C. ‏.